# ProDOS
Il ProDOS (acronimo di Professional Disk Operating System) è un sistema operativo prodotto dalla Apple nel 1983 per la serie di personal computer Apple II. Nel 1986, dopo l'introduzione dell'Apple IIGS, ne è stata creata una versione a 16 bit specifica per questo computer denominata ProDOS 16; contemporaneamente, la versione per gli Apple II ad 8 bit è stata ridenominata ProDOS 8.

## Storia
Il ProDOS fu sviluppato dalla Apple per risolvere i limiti del suo predecessore, l'Apple DOS, che era stato progettato per gestire esclusivamente le unità per floppy disk Disk II e i floppy disk da 5"¼: era fino a otto volte più veloce dell'Apple DOS 3.3 nell'accesso ai dischi; aveva un meccanismo standard per le operazioni di lettura, scrittura e formattazione dei dati per cui poteva gestire più tipi di dischi diversi, come i dischi rigidi ed i nuovi floppy disk da 3,5"; poteva scrivere su disco la data e l'ora di salvataggio dei file; gestiva correttamente gli interrupt hardware; aveva un meccanismo di protezione della memoria. Con il lancio del ProDOS, avvenuto nel mese di ottobre del 1983, terminò anche il supporto dell'Integer BASIC, il BASIC integrato nei primi Apple II, dato che il ProDOS si caricava in memoria nella stessa porzione riservata all'interprete.
Quando Apple introdusse l'Apple IIGS il ProDOS fu modificato per poter lavorare sulla nuova macchina, che era a 16 bit. La versione originale, che era nata per le macchine ad 8 bit, fu ridenominata ProDOS 8.
La versione per l'Apple IIGS fu messa in commercio come ProDOS 16: essa non era in realtà un sistema operativo completo ma un semplice programma che intercettava le chiamate a 16 bit e le convertiva nelle equivalenti chiamate ad 8 bit che poi passava al sottostante ProDOS 8, che si occupava del reale accesso ai dischi. Una novità introdotta dal ProDOS 16 era il programma che veniva lanciato all'avvio del sistema: si chiamava Launcher ed era un'interfaccia che visualizzava in un pannello in grafica ad alta risoluzione il contenuto della cartella di sistema. Grazie al Launcher l'utente poteva selezionare con il puntatore del mouse il documento da aprire o il programma da lanciare. Il Launcher fu sostituito in una successiva versione del sistema dal Finder.
Il ProDOS 16 ebbe vita breve perché fu un sistema di transizione. Nel 1988 fu sostituito infatti dal GS/OS, un sistema operativo completamente scritto a 16 bit e dotato di un'interfaccia grafica completa.